# Aespa
Aespa (hangul: 에스파, zapis stylizowany: aespa lub æspa) – południowokoreański girlsband, założony przez SM Entertainment. Członkiniami zespołu są: Karina, Giselle, Winter i Ningning. Grupa zadebiutowała 17 listopada 2020 roku wydając debiutancki singel „Black Mamba”.

## Nazwa
Nazwa grupy, Aespa, jest połączeniem skrótu „æ”, powstałego od Avatar i Experience (Avatar X Experience) oraz angielskiego słowa „aspect”, symbolizującego „spotkanie z innym sobą i poznawanie nowego świata”.

## Historia zespołu

### 2020
26 października SM Entertainment ogłosiło, że zadebiutuje z nowym girlsbandem, pierwszym od Red Velvet w 2014 roku i pierwszym zespołem od boysbandu NCT w 2016 roku. Członkinie zostały ujawnione od 27 do 30 października 2020 roku (kolejno: Winter, Karina, Ningning i Giselle) wraz z nazwą „Aespa”. Zwiastun wideo ze wszystkimi czterema członkiniami został opublikowany 2 listopada. Tego samego dnia agencja ogłosiła, że 17 listopada Aespa wyda swój debiutancki singiel „Black Mamba”. Grupa wystąpiła wówczas w programie Music Bank na kanale KBS2 20 listopada i po raz pierwszy wykonała swój singiel. Utwór stał się popularny w azjatyckich państwach dostając się list przebojów w Korei Południowej, Malezji, Nowej Zelandii i Singapurze. Dostał się również na wysokie pozycje list streamingowych Spotify, w tym w Indonezji, Tajlandii, Malezji, Singapuru, Tajwanu, Hongkongu, Wietnamu oraz Japonii. Zespół zajął pierwsze miejsce na listach przebojów teledysków k-popowych największej chińskiej usługi strumieniowania muzyki, QQ Music, i utrzymywał się na nim przez trzy tygodnie z rzędu.

### 2021

Logo Aespa

17 stycznia 2021 roku Aespa zwyciężyła z utworem „Black Mamba” w programie Inkigayo.
29 stycznia 2021 SM Entertainment ogłosiło, że Aespa wyda nowy singiel zatytułowany „Forever”, cover utworu Yoo Young-jin, wydany na świątecznym albumie SM Entertainment Winter Vacation in SMTOWN.com w 2000 roku. Singiel został oficjalnie wydany w formacie digital download i streaming 5 lutego 2021 roku. Dostał się on na amerykańską listę World Digital Song Sales.
4 maja 2021 roku SM Entertainment ogłosiło, że Aespa powróci jeszcze w maju 2021. Ich trzeci singiel „Next Level” został wydany 17 maja. Do utworu powstał teledysk opublikowany tego samego dnia. Już 18 maja teledysk wyświetliło ponad 30 milionów osób.
5 października Aespa wydała swój pierwszy minialbum Savage. Album zawiera sześć utworów, w tym główny singiel o tym samym tytule. Grupa wystąpiła na paradzie 2021 Macy's z okazji Święta Dziękczynienia, co czyni ją pierwszą koreańską grupą dziewcząt, która wystąpiła na tej imprezie. 2 grudnia Aespa wygrała swój pierwszy Daesang na Asia Artist Awards. Dwa dni później, 4 grudnia, grupa zdobyła swój drugi Daesang na gali Melon Music Awards 2021 w kategorii Płyta Roku.

### 2022

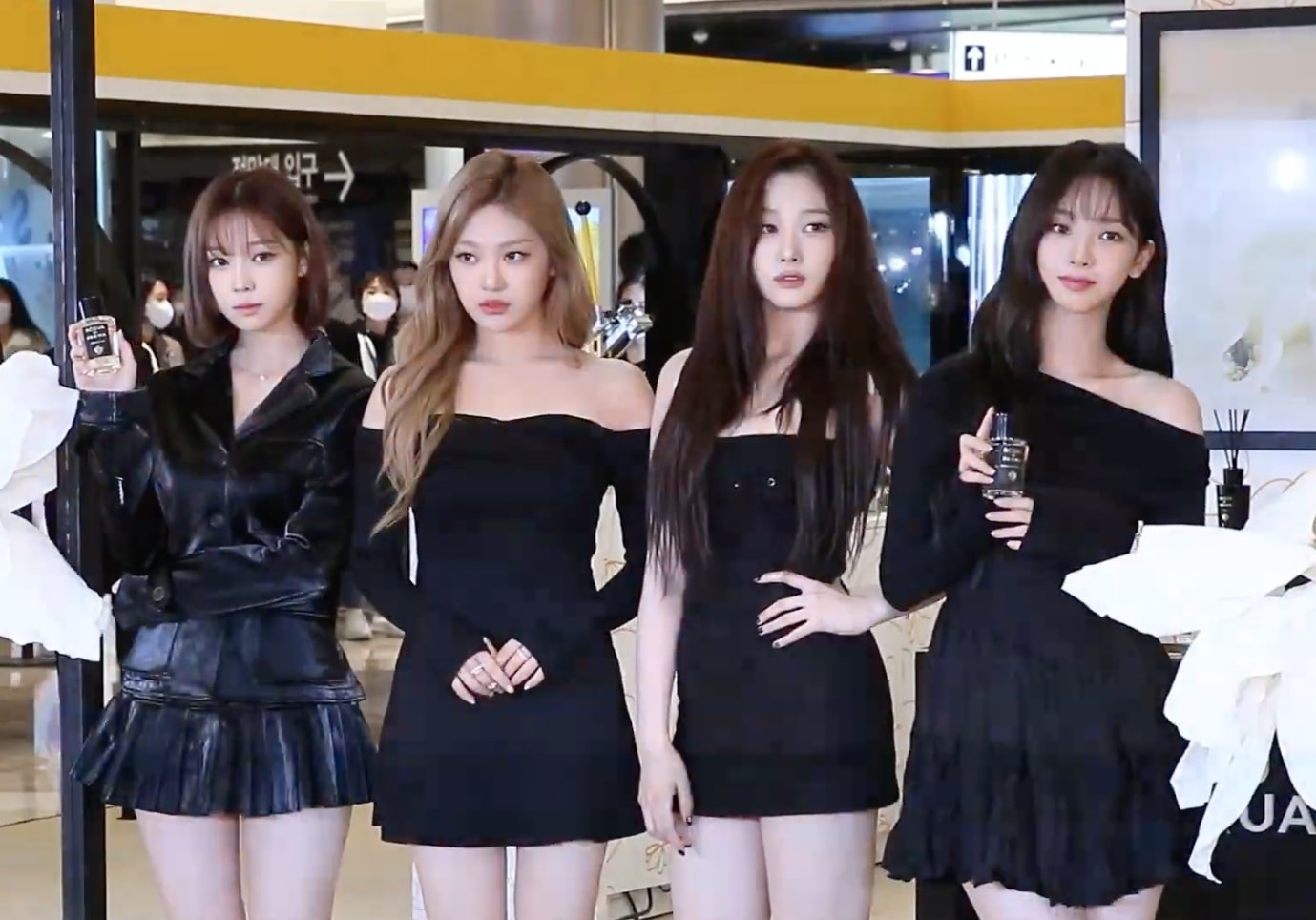
Aespa listopad 2022

8 stycznia Aespa zdobyła nagrodę Artist of the Year podczas gali Golden Disc Awards.
19 kwietnia 2022 roku ogłoszono, że Aespa wystąpi 23 kwietnia na Coachelli, w drugim tygodniu corocznego festiwalu. Grupa zaprezentowała swoje cztery single „Savage”, „Next Level”, „Black Mamba” oraz angielską wersję niewydanej wówczas piosenki zatytułowanej „Life's Too Short”.
12 maja grupa znalazła się na liście Liderów Nowej Generacji magazynu Time. 27 maja grupa znalazła się również na liście 30 Under 30 magazynu Forbes.
1 czerwca 2022 SM Entertainment ogłosiło, że Aespa podpisały kontrakt z Warner Records. 5 października Aespa wydała swój drugi minialbum Girls.
5 lipca 2022 roku Grupa wygłosiła przemówienie i wystąpił na spotkaniu Forum Politycznego Wysokiego Szczebla ds. Zrównoważonego Rozwoju ONZ. 14 grudnia 2022 roku grupa wydała wspólny singiel „Beautiful Christmas” z Red Velvet, który promował album SM Town 2022 Winter SM Town: SMCU Palace.

### 2023
18 stycznia 2023 roku ogłoszono, że grupa wystąpi na corocznym Festiwalu Muzycznym Governors Ball w Nowym Jorku, stając się tym samym pierwszą grupą K-popową, która weźmie udział w tym festiwalu. 20 stycznia SM Entertainment ogłosiło, że grupa odbędzie swój pierwszy koncert, Synk: Hyper Line, w Korei Południowej 25 lutego, a następnie zagra koncerty w Japonii w marcu i kwietniu.
25 i 26 lutego grupa zorganizowała swój pierwszy koncert, Synk: Hyper Line w Jamsil Arena w Seulu w Korei Południowej. 7 marca ogłoszono, że grupa wystąpi 11 sierpnia na Outside Lands Music and Arts Festival w San Francisco w Kalifornii, co czyni ich pierwszym zespołem K-popowym, który wystąpi na tym festiwalu. Od marca do kwietnia Aespa kontynuowała swoją trasę koncertową Synk: Hyper Line po Japonii, gromadząc łącznie 110 000 widzów na 10 wyprzedanych koncertach w Osace, Tokio, Saitamie i Aichi. Podczas koncertu w Yoyogi National Gymnasium w Tokio ogłoszono, że grupa powróci 5 i 6 sierpnia na dwudniowy specjalny koncert w Tokyo Dome, co czyni je najszybszym artystkami K-popowym i pierwszym przedstawicielem K-popu z „czwartej generacji”, który zorganizuje solowy koncert na tym stadionie.
29 marca SM Entertainment ogłosiło, że Aespa wyda nowy singiel zatytułowany „Hold On Tight”, utwór z gatunku techno, w którym samplowana jest melodia kultowej piosenki przewodniej Tetrisa „Korobeiniki”,  stworzony specjalnie na ścieżkę dźwiękową do filmu Apple Original Tetris. Singiel został oficjalnie wydany 31 marca.

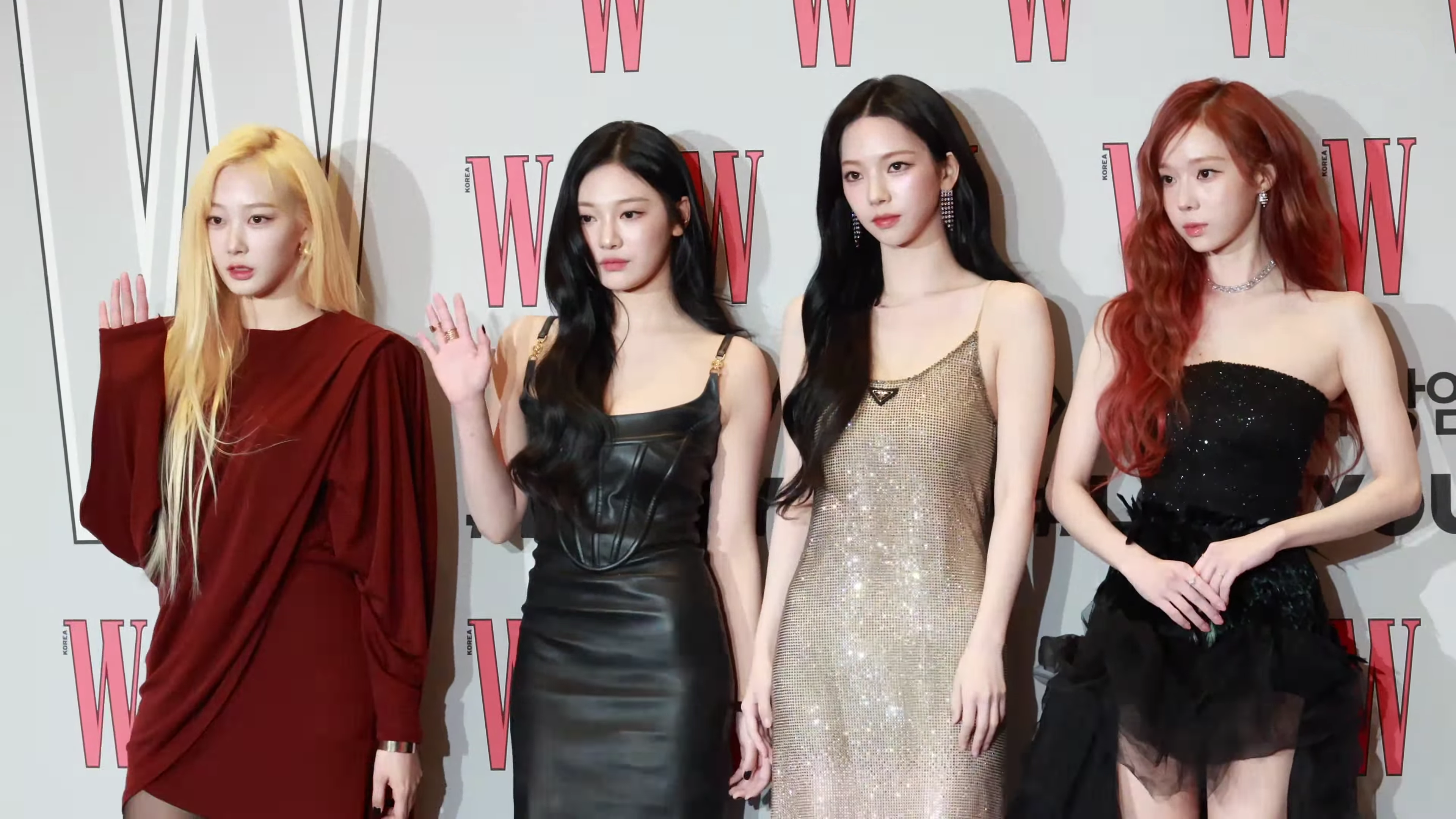
Aespa w listopadzie 2023 roku

8 maja Aespa wydały swój trzeci minialbum My World. Album zawiera sześć utworów, z singlem „Welcome to My World”  wydanym przed premierą 2 maja, a głównym singlem „Spicy” wydanym razem z albumem. 
10 maja SM Entertainment ogłosiło, że trasa koncertowa Synk: Hyper Line będzie kontynuowana koncertem w Dżakarcie w Indonezji 24 czerwca. 19 maja ogłoszono dodatkowe 14 koncertów, rozszerzając trasę o Amerykę Północną, Amerykę Południową i Europę.
23 maja Aespa wzięły udział w Festiwalu Filmowym w Cannes 2023 jako ambasadorki szwajcarskiej marki biżuterii Chopard. Uczestniczyły w dorocznym bankiecie i imprezie Love Party Chopard, podczas których zaprezentowano pierwszą kolekcję haute couture Caroline Scheufele, współprezesa i dyrektora artystycznego Chopard. Następnego dnia Aespa pojawiły się na czerwonym dywanie podczas pokazu La Passion de Dodin Bouffant  i zaprezentowała nową kolekcję biżuterii marki, Red Carpet Collection. 8 czerwca Aespa rzucił pierwszy narzut dla drużyny New York Yankees przeciwko Chicago White Sox na stadionie Yankee.
10 czerwca Aespa wystąpiły na corocznym Governors Ball Music Festival w Nowym Jorku, stając się pierwszym zespołem K-popowym, który wystąpił na tym festiwalu. Giselle nie mogła wziąć udziału w występie z powodu problemów zdrowotnych.
27 lipca Aespa zaczęły publikować zwiastuny swojego anglojęzycznego singla „Better Things”. Singiel został wydany 18 sierpnia. Akcje promocyjne obejmowały trzyodcinkowy serial komediowy internetowy Better Things, którego pierwszy odcinek został udostępniony 7 sierpnia. Ningning pojawiła się tylko w ograniczonych fragmentach sitcomu ze względu na jej stan zdrowia w trakcie nagrywania.
23 sierpnia Aespa wydały singiel „We Go”. Singiel pełnił rolę inauguracyjnej piosenki otwierającej w koreańskiej wersji anime Pokémon: Liko and Roy's Departure, które rozpoczęło emisję tego samego dnia.
6 października Aespa wydały singiel „Zoom Zoom”. Singiel służył jako piosenka końcowa w anime Beyblade X. 10 października Aespa ogłosiła, że wyda swój czwarty minialbum Drama 10 listopada. Minialbum zawiera sześć utworów, w tym główny singiel o tej samej nazwie.
11 listopada potwierdzono, że Winter weźmie udział w specjalnym singlu „Nobody” z udziałem Soyeon z (G)I-dle i Liz z Ive, który ukazał się 16 listopada.

### 2024
9 stycznia 2024 roku SM ogłosiło, że Aespa wyda remake singla „Regret of the Times”, singla pierwotnie autorstwa Seo Taiji and Boys. Remake został wydany 15 stycznia. 19 lutego ogłoszono, że Aespa wyruszą w swoją drugą światową trasę koncertową, Synk: Parallel Line, która rozpocznie się w Seulu 29 i 30 czerwca.
21 kwietnia ogłoszono, że Aespa wyda swój pierwszy album studyjny Armageddon 27 maja. Album promowany jest przez dwa główne utwory: „Supernova”, który został wydany przedpremierowo 13 maja, oraz „Armageddon”, który został wydany razem z całym albumem. „Supernova” okazała się komercyjnym sukcesem w Korei Południowej, osiągając status „perfect all-kill”, gdy jednocześnie znalazła się na pierwszym miejscu w czasie rzeczywistym, dziennym i tygodniowym na iChart. Była to pierwsza piosenka grupy, która osiągnęła szczyt Circle Digital Chart oraz ich pierwszy utwór, który znalazł się w pierwszej dziesiątce na Billboard Global Excl. U.S., osiągając siódme miejsce.
3 czerwca ogłoszono, że Aespa wyda 3 lipca swój pierwszy japoński singiel „Hot Mess”. Singiel ten oznacza debiut grupy w Japonii i  zawiera dwie inne piosenki „Sun and Moon” oraz „Zoom Zoom”, która została wcześniej wydana 6 października 2023 roku jako motyw końcowy do serialu anime Beyblade X. 29 i 30 czerwca, podczas rozpoczęcia swojej drugiej światowej trasy koncertowej w Jamsil Indoor Stadium, Aespa zaprezentowały cztery solowe utwory, po jednym od każdej członkini zespołu. Utwory te zostały później wydane w Synk: Parallel Line, ich pierwszym cyfrowym albumie singlowym, 9 października. Mimo że Karina nie zadebiutowała oficjalnie jako solistka, zdobyła swoją pierwszą nagrodę w programie muzycznym Show! Music Core za solowy utwór „Up” 19 października.
23 września ogłoszono, że Aespa wyda swój piąty minialbum Whiplash 21 października, zawierający sześć utworów, w tym tytułowy singiel. 15 listopada grupa zdobyła nagrodę Artysty Roku podczas inauguracyjnej gali TikTok Awards Korea.

## Członkinie
| Pseudonim   | Pseudonim | Prawdziwe imię | Prawdziwe imię | Data urodzenia       | Pozycja w zespole                      |
| Latynizacja | Hangul    | Latynizacja    | Hangul         | Data urodzenia       | Pozycja w zespole                      |
| ----------- | --------- | -------------- | -------------- | -------------------- | -------------------------------------- |
| Karina      | 카리나    | Yu Ji-min      | 유지민         | 11 kwietnia 2000     | liderka, tancerka, wokalistka, raperka |
| Giselle     | 지젤      | Uchinaga Aeri  |                | 30 października 2000 | raperka, wokalistka                    |
| Winter      | 윈터      | Kim Min-jeong  | 김민정         | 1 stycznia 2001      | wokalistka, tancerka                   |
| Ningning    | 닝닝      | Níng Yìzhuō    |                | 23 października 2002 | wokalistka, maknae                     |

## Dyskografia

### Albumy studyjne
| Rok  | Dane dot. albumu                                                                                                  | Najwyższa pozycja | Najwyższa pozycja | Najwyższa pozycja | Najwyższa pozycja | Najwyższa pozycja | Sprzedaż                         |
| Rok  | Dane dot. albumu                                                                                                  | KOR (Circle)      | JPN (Oricon)      | JPN Hot           | US                | US World Albums   | Sprzedaż                         |
| ---- | --- | ----------------- | ----------------- | ----------------- | ----------------- | ----------------- | -------------------------------- |
| 2024 | Armageddon - Wydany: 27 maja 2024 - Wytwórnia: SM Entertainment, Virgin - Format: CD, digital download, streaming | 2                 | 5                 | 14                | 25                | 1                 | - KOR: 1 230 849+ - JPN: 25 230+ |

### Minialbumy
| Rok  | Dane dot. albumu                                                                                                  | Najwyższa pozycja | Najwyższa pozycja | Najwyższa pozycja | Najwyższa pozycja | Najwyższa pozycja | Najwyższa pozycja | Najwyższa pozycja | Sprzedaż                                       |
| Rok  | Dane dot. albumu                                                                                                  | KOR (Circle)      | FRA               | JPN (Oricon)      | JPN Hot           | POL               | US                | US World Albums   | Sprzedaż                                       |
| ---- | --- | ----------------- | ----------------- | ----------------- | ----------------- | ----------------- | ----------------- | ----------------- | ---------------------------------------------- |
| 2021 | Savage - Wydany: 5 października 2021 - Wytwórnia: SM Entertainment - Format: CD, digital download, streaming      | 1                 | –                 | 7                 | 18                | –                 | 20                | 1                 | - KOR: 739 267+ - JPN: 27 242 - US: 17 500     |
| 2022 | Girls - Wydany: 8 lipca 2022 - Wytwórnia: SM Entertainment, Warner - Format: CD, digital download, streaming      | 1                 | 79                | 3                 | 2                 | 40                | 3                 | 1                 | - KOR: 1 799 123+ - JPN: 65 555 - US: 71 000   |
| 2023 | My World - Wydany: 8 maja 2023 - Wytwórnia: SM Entertainment, Warner - Format: CD, digital download, streaming    | 1                 | 26                | 3                 | 3                 | 13                | 9                 | 1                 | - KOR: 2 028 523+ - JPN: 51 422+ - US: 39 000+ |
| 2023 | Drama - Wydany: 10 listopada 2023 - Wytwórnia: SM Entertainment, Warner - Format: CD, digital download, streaming | 3                 | 30                | 11                | 27                | 28                | 33                | 2                 | - KOR: 1 303 919+ - JPN: 28 973+               |
| 2024 | Whiplash - Wydany: 21 października 2024 - Wytwórnia: SM Entertainment - Format: CD, digital download, streaming   | 1                 | –                 | 4                 | 17                | –                 | 50                | 2                 | - KOR: 1 019 048+ - JPN: 34 899+               |

### Single
| Rok                                                       | Tytuł                             | Najwyższa pozycja | Najwyższa pozycja | Najwyższa pozycja | Najwyższa pozycja | Najwyższa pozycja | Najwyższa pozycja | Najwyższa pozycja | Album      |
| Rok                                                       | Tytuł                             | KOR               | KOR               | JAP Hot           | NZ Hot            | SGP               | US World          | WW                | Album      |
| Rok                                                       | Tytuł                             | Circle            | Songs             | JAP Hot           | NZ Hot            | SGP               | US World          | WW                | Album      |
| Koreańskie                                                | Koreańskie                        | Koreańskie        | Koreańskie        | Koreańskie        | Koreańskie        | Koreańskie        | Koreańskie        | Koreańskie        | Koreańskie |
| --------------------------------------------------------- | --------------------------------- | ----------------- | ----------------- | ----------------- | ----------------- | ----------------- | ----------------- | ----------------- | ---------- |
| 2020                                                      | „Black Mamba”                     | 49                | 21                | –                 | 37                | 13                | 5                 | 138               | —          |
| 2021                                                      | „Forever” (약속)                  | –                 | –                 | –                 | –                 | –                 | 11                | –                 | —          |
| 2021                                                      | „Next Level”                      | 2                 | 2                 | 77                | –                 | 23                | 3                 | 65                | —          |
| 2021                                                      | „Savage”                          | 2                 | 2                 | 60                | –                 | 14                | 13                | 39                | Savage     |
| 2021                                                      | „Dreams Come True”                | 8                 | 5                 | –                 | –                 | –                 | 7                 | 197               | Girls      |
| 2022                                                      | „Illusion" (도깨비불)             | 16                | 4                 | –                 | –                 | –                 | –                 |                   | Girls      |
| 2022                                                      | „Girls"                           | 8                 | 1                 | 30                | 23                | 13                | 6                 | 42                | Girls      |
| 2023                                                      | „Welcome to My World" (z Naevis)  | 64                | –                 | –                 | –                 | –                 | –                 | –                 | My World   |
| 2023                                                      | „Spicy”                           | 2                 | 2                 | 64                | 34                | 22                | 6                 | 70                | My World   |
| 2023                                                      | „Drama”                           | 2                 | –                 | 34                | 15                | 7                 | 8                 | 38                | Drama      |
| 2024                                                      | „Supernova”                       | 1                 | 1                 | 25                | 12                | 6                 | 5                 | 17                | Armageddon |
| 2024                                                      | „Armageddon”                      | 4                 | 3                 | 63                | 24                | 19                | –                 | 28                | Armageddon |
| 2024                                                      | „Whiplash”                        | 2                 | 2                 | 7                 | 12                | 7                 | –                 | 8                 | Whiplash   |
| Angielskie                                                |                                   |                   |                   |                   |                   |                   |                   |                   |            |
| 2022                                                      | „Life's Too Short" (English ver.) | 47                | 11                | 94                | –                 | –                 | –                 | 184               | Girls      |
| 2023                                                      | „Better Things"                   | 50                | –                 | –                 | 24                | –                 | –                 | 175               | —          |
| „–” oznacza, że singiel nie był notowany na danej liście. |                                   |                   |                   |                   |                   |                   |                   |                   |            |

## Trasy koncertowe
- Synk: Hyper Line (2023)

## Wideografia

### Teledyski
| Tytuł                                | Rok  | Reżyser                              | Źr.     |
| ------------------------------------ | ---- | ------------------------------------ | ------- |
| „Black Mamba”                        | 2020 | Oui Kim                              | [ 103 ] |
| „Forever” (약속)                     | 2021 | Sunnyvisual                          | [ 104 ] |
| „Next Level”                         | 2021 | Paranoid Paradigm                    | [ 21 ]  |
| „Next Level (Habstrakt Remix)”       | 2021 | Paranoid Paradigm                    | [ 105 ] |
| „Savage”                             | 2021 | 725 (SL8 Visual Lab)                 | [ 106 ] |
| „Dreams Come True”                   | 2021 | Flipevil (Seo Dong-hyeok, Jason Kim) | [ 107 ] |
| „Life's Too Short" (English Version) | 2022 | Segaji Video (Kim Hyun-soo)          | [ 108 ] |
| „Girls”                              | 2022 | Oui Kim                              | [ 109 ] |
| „Girls (Brllnt Remix)"               | 2022 | Nieznany                             | [ 110 ] |